# درة مورت (تشكدان)
درة مورت (بالفارسية: دره مورت) هي قرية تقع في إيران في قسم تشکدان الريفي. يقدر عدد سكانها بـ 82 نسمة .